# Irwin Gage
Irwin Gage (* 4. September 1939 in Cleveland, Ohio; † 12. April 2018 in Zürich) war ein amerikanischer Pianist und Liedbegleiter.

## Leben
Irwin Gage studierte Klavier, Musikwissenschaft und Literatur an den Universitäten Michigan und Yale, danach an der Musikhochschule Wien, wo Erik Werba zu seinen Lehrern gehörte. Er trat als Pianist solistisch in Erscheinung, vor allem aber als gefragter Begleiter von Liedsängern wie Elly Ameling, Gundula Janowitz, Christa Ludwig, Walter Berry, Dietrich Fischer-Dieskau, Peter Schreier, Brigitte Fassbaender, Arleen Augér und Jessye Norman, mit denen er regelmäßig konzertierte. Aus seiner Zusammenarbeit mit der internationalen Sängerelite waren zahlreiche Einspielungen hervorgegangen, die vielfach mit Preisen ausgezeichnet wurden.
Daneben gab er sein musikhistorisches und kritisches Wissen an junge Sänger weiter: Gage war von 1979 bis 2005 Leiter einer Klasse für Liedinterpretation an der Hochschule für Musik und Theater Zürich, 2001 wurde er zudem auf eine Professur für Liedgestaltung an die Saarbrücker Musikhochschule berufen, wo er einen deutschlandweit einzigartigen Studiengang „Lied-Duo“ initiierte.
Irwin Gage gab Meisterkurse in Europa, Japan und den USA. Er war Berater und künstlerischer Leiter von Konzertreihen an verschiedenen Häusern, unter anderem der Kölner Philharmonie. Er war Mitglied vieler Jurys für Gesang, Lied-Duo, Kammermusik oder Soloklavier bei internationalen Musikwettbewerben.

## Belege
1. ↑  Pianist Irwin Gage gestorben. In: Liechtensteiner Vaterland, 13. April 2018, abgerufen am 13. April 2018.

| Personendaten    | Personendaten          |
| ---------------- | ---------------------- |
| NAME             | Gage, Irwin            |
| KURZBESCHREIBUNG | amerikanischer Pianist |
| GEBURTSDATUM     | 4. September 1939      |
| GEBURTSORT       | Cleveland              |
| STERBEDATUM      | 12. April 2018         |
| STERBEORT        | Zürich                 |